# Spodnji Kocjan
Spodnji Kocjan – wieś w Słowenii, w gminie Radenci. W 2018 roku liczyła 53 mieszkańców.